# Dandi dansa
Dandi dansa är en låt framförd av Danny Saucedo i Melodifestivalen 2021, skriven av artisten själv och Karl-Johan Råsmark.
Låten som deltog i den första deltävlingen, gick direkt vidare till final. Väl i finalen slutade låten på sjunde plats.

## Listplaceringar
| Lista (2021)                | Position |
| --------------------------- | -------- |
| Sverige (Sverigetopplistan) | 7        |